# 이우당
이우당은 대한민국 대구광역시 북구 연경동에 있다.

## 개요
두문동 72현 한분인 이경(1337∼1392)선생의 음덕을 기리기 위해, 후손들이 건립한 사당이다, 현재 연경택지개발로 서변동으로 이건 중에 있다.